# 平勝秀
平 勝秀（たいら の かつひで、生没年不詳）は、平安時代末期の武将。壇之浦の戦いで敗れ、秋山郷へ落ち延びた。
なお、平家の郎党であったと言う説もある。